# Ipotesi statistica
L'ipotesi statistica è una supposizione (assunto) fatta al riguardo di una o più caratteristiche, ignote, della distribuzione di probabilità di una variabile casuale (uno o più parametri, forma della distribuzione ecc.).
Esse sono dette:
- Parametriche: riguardano i parametri della distribuzione (che è nota nella sua forma generale);
- Non parametriche: non riguardano la forma della distribuzione.

A loro volta le ipotesi parametriche si dividono in:
- Semplici: specificano i valori di ogni singolo parametro della distribuzione;
- Composte: lasciano indeterminato il valore di qualche parametro della distribuzione, definendo una famiglia di distribuzioni.